# Das Vermächtnis der Wanderhure
Das Vermächtnis der Wanderhure, dritter Band der Reihe Die Wanderhure, ist ein historischer Roman von Iny Lorentz, der 2006 bei Knaur in München erschien.
Marie Adler, Herrin auf Burg Kibitzstein am Main, wird entführt und als Sklavin in die Fremde verkauft. Der lebenstüchtigen Frau gelingt die Rückkehr in die Heimat.

## Zeit und Ort
Da sich das Geschehen in diesem Band zeitlich ziemlich direkt an den zweiten Band der Tetralogie anschließt, beginnt die Handlung ca. 1427 und endet ca. 1430. Handlungsorte sind die Kurpfalz sowie Franken, Russland und Konstantinopel.

## Handlung
Die Entführung
Marie sucht ihre beste Freundin Hiltrud im rechtsrheinischen Rheinsobern auf. Ihre kleine Tochter Trudi hat Marie bei dem Gatten, dem freien Reichsritter Michel Adler, auf Burg Kibitzstein zurückgelassen. Während eines Pflichtbesuchs bei der Frau des Burghauptmanns von Rheinsobern wird ihre Todfeindin Hulda von Hettenheim auf Marie aufmerksam. Marie gehört zu den Frauen, die Huldas Gatte Falko von Hettenheim zu Lebzeiten begehrt hatte. Hulda, hasserfüllt, ist fest davon überzeugt, dass Marie am Tode des Gatten schuld sei. Hulda lässt Marie entführen, hält sie auf der entlegenen linksrheinischen Otternburg (bei Speyer) gefangen und lässt es so aussehen, als ob Marie als Wasserleiche den Rhein hinabtreibe. Marie und Hulda sind schwanger. Hulda bringt eine Tochter zur Welt. Sie hatte einen Stammhalter ersehnt, weil sonst Heinrich von Hettenheim, der Vetter Falkos, einmal das Erbe antreten wird.
Ein infamer Plan
Marie bringt in der Gefangenschaft auf der Otternburg einen Knaben zur Welt. Hulda vertauscht die beiden Kinder und lässt Marie zusammen mit dem Mädchen auf dem winterlichen Rhein nach Koblenz bringen. Dort fällt Marie in die Hände des Menschenhändlers Jean Labadaire.
Heinrich von Hettenheim besucht unterdessen seinen Freund Michel auf Burg Kibitzstein. Heinrich findet einen niedergeschlagenen Freund vor. Nur Trudi will nicht an den Tod ihrer Mutter Marie glauben.
Verschleppt
Labadaire verkauft Marie und das Kind an einen holländischen Kapitän. Auf dessen Sklavenkogge werden die beiden zusammen mit einer Ladung zweibeinigen Viehs, also Sklaven, nach Russland entführt. In Narwa wird Marie an einen deutschen Menschenhändler als Frischfleisch veräußert. Der verkauft sie in Pskow an Anastasia Iwanowna, die Gemahlin des 22-jährigen Fürsten Dimitri von Worosansk [zwischen Moskau und Pskow gelegen], weiter. Anastasia stammt aus der Kaiserfamilie des Oströmischen Reiches. Dimitri ist der Vetter von Wassili II. Wassiljewitsch, des Großfürsten von Moskau. Wassili ist Enkel des Dmitri Donskoi. Unterwegs hatte Marie den Säugling auf den Namen Elisabeth notgetauft. Lisa, wie Marie das Kleinstkind ruft, muss sich fortan mit Ziegenmilch begnügen, weil Marie als Amme Prinz Wladimir, den kleinen Sohn des Fürstenpaares, stillen muss. Sklaven und Bedienstete bei Hofe werden mit der Knute zur Räson gebracht.
In Kibitzstein resigniert Michel immer noch. Kaiser Sigismund kommt nach Nürnberg. Lustlos geht Michel hin. Er wird vom Kaiser erkannt und umarmt. Michel möchte für Sigismund im Königreich Ungarn gegen die Osmanen kämpfen. Mit diesen hat der Kaiser hat jedoch Frieden geschlossen und will, dass Michel sich zunächst eine neue Frau nimmt und mit ihr mindestens einen künftigen Ritter für das Reich zeugt. Michel, widersetzlich und noch immer in der Hoffnung, dass Marie lebt, mag nicht wieder heiraten, worauf der Kaiser verärgert reagiert.
In Russland
Marie pflegt als Heilerin den kranken Prinzen Wladimir gesund. Andrej Grigorjewitsch, ein Edelmann aus dem Gefolge des Fürsten, erkennt, dass Marie, eine Frau mit Lateinkenntnissen, keine Magd sein könne. Andrej ist es auch, der auf der Rückreise von Pskow nach Worosansk durch Besonnenheit seinem aufbrausenden Fürsten das Leben rettet. Daheim in Worosansk tritt Fürst Dimitri durchweg selbstherrlich auf. So peitscht er Anatoli, einen seiner Getreuen, wegen einer Nichtigkeit aus. Dimitris Gattin Anastasia ist nicht anders. Sie lässt die russische Kindsfrau Darja auspeitschen, weil diese Wladimir vernachlässigt hat. Darja gibt Marie die Schuld an ihrer Bestrafung. Die Fürstin Anastasia fühlt sich als Griechin fremd in Russland und sucht in Maria eine Frau ihres Vertrauens.
Daheim auf Kibitzstein ist Michel fast so weit, dass er eine erneute Heirat in Erwägung zieht. Huldas intriganter Vater Rumold von Lauenstein verhindert dies zunächst, nimmt dann aber selbst die Suche einer Braut für Michel in die Hand.
Verschlungene Pfade
Marie ertappt des Nachts Darja, als diese den in der Wiege schlummernden Wladimir vergiften will. Darja beschuldigt Marie der Untat. Die Einheimischen wollen weniger der Fremden glauben, aber Andrej rettet Marie vor der Todesstrafe. Marie kuriert ein Unterleibsleiden der Fürstin Anastasia. Statt Dankbarkeit bekommt die erfolgreiche Heilerin die Launen der Fürstin zu spüren. Auch deshalb trägt sich Marie mit Fluchtgedanken. Überdies will sie nach Hause zu ihrem Sohn und zu ihrer Tochter Trudi.
Daheim in Nürnberg verheiratet der Kaiser, der schon fast auf dem Wege zu den Madjaren ist, seinen treuen Ritter Michel mit Schwanhild von Magoldsheim. Jungfer Schwanhild, eine Dame edlen Geblüts, die mütterlicherseits von den Wittelsbachern abstammt, wurde von ihrem Vater durch Nahrungsentzug und Prügel zur Heirat mit dem ungeliebten Gastwirtssohn Michel gezwungen. Trudi will sich mit der neuen Mutter nicht abfinden.
Die Rebellion
Fürst Dimitris Vorfahren hatten sich den Moskauer Großfürsten und seine Bojaren vom Leibe gehalten, hatten erfolgreich zwischen den Fronten laviert und so Angriffe gegen das Fürstentum Worosansk abgewehrt. Der Draufgänger Dimitri hingegen war ungeschickt vorgegangen; hatte während seines Aufenthalts an der deutschen Grenze in Pskow Verbündete unter den Rittern des Deutschen Ordens gesucht und sich so mit den Moskauer Bojaren verfeindet. Die Moskowiter wollen Dimitris Bruder Jaroslaw als neuen Fürsten von Worosansk. Bei diesen Bemühungen bedienen sie sich Andrejs Onkel Lawrenti des Schwertträgers und ersten Ratgebers Dimitris. Als es in Worosansk zur Rebellion kommt, sind der Fürst und seine Tataren sturzbetrunken und außerstande zu kämpfen. Die Rebellen hüten sich, den wehrlosen Dimitri zu richten. Das überlassen sie klugerweise dem neuen Fürsten Jaroslaw. Der schlägt seinem Bruder den Kopf ab.
Im Getümmel konnte Andrej mit der Fürstin und dem Söhnchen Wladimir entkommen. Marie flüchtete mit. Ziel ist das ferne Konstantinopel. Die Flüchtlinge erreichen in südlicher Richtung die Tatarensteppe und werden von Terbent Khans Leuten aufgehalten. Marie hat Glück. In der Hauptfrau des Khans erkennt sie eine ehemalige Marketenderin aus dem Feldzug gegen die Hussiten. Der Khan lässt die Gruppe von einer tatarischen Mannschaft bis nach Tana (Asow) geleiten. Dort besteigen sie ein genuesisches Schiff und gelangen unbehelligt nach Konstantinopel.
Die Schatten der Vergangenheit
Marie wird Oberhofmeisterin der Fürstin Anastasia. Aber in Konstantinopel werden die Oströmer von den Osmanen bedrängt. Die Oströmer erhoffen sich von den Moskowitern militärische Hilfe und liefern Anastasia einer russischen Abordnung aus. Andrej kann Anastasia retten. Die Flucht wird fortgesetzt und führt von Konstantinopel aus mit einem venezianischen Schiff an Athos, Negroponte, Modon, Durazzo, Ragusa und Zara vorbei nach Venedig. Mit Händlern aus Süddeutschland geht es dann über die Alpen nach Nürnberg. Schließlich dringt Marie auf der Burg beherzt bis zum Kaiser Sigismund vor und erhebt Klage gegen Hulda.
Die Vergeltung
Der Kaiser überträgt den Fall dem zuständigen Kurfürsten: Ludwig von Wittelsbach, Pfalzgraf bei Rhein, macht es sich einfach. Er zitiert seine Vasallin zu sich. Als sich Hulda einfach taub stellt, gestattet der Pfalzgraf Michel, Hulda zu befehden. Das läuft auf die Belagerung und Stürmung der Otternburg hinaus. Hulda, die Maries Sohn ausgerechnet auf den Namen Falko hat taufen lassen, hat sich auf der Burg mit dem Kleinkind und ein paar Getreuen eingeigelt. Falko wird von Michel und seiner Kampftruppe in einer waghalsigen Aktion befreit. Hulda, arg bedrängt, legt Feuer und kommt darin um.
Michel hat nun zwei Ehefrauen: Schwanhild und Marie. Der Ritter entscheidet sich für Marie. Schwanhild und der Kastallan auf Kibitzstein werden ein Paar. Die Kirche hat keinen Einwand.

## Erfolg und Rezension
Das dritte Buch aus der Wanderhuren-Reihe (nach Die Wanderhure und Die Kastellanin) war im März 2007 der höchste Neueinstieg auf der Taschenbuch-Bestseller-Liste des Spiegel und gelangte sofort auf Platz 4 der Liste.
Das Buch wurde als „langatmig und -weilig“ beschrieben, das sich „affengleich von einer pornografisch-derben Stelle zur nächsten“ bewegen würde und „nicht erregend“ sei. Das Buch sei sprachlich zu trocken geschrieben und würde von „hinplätschernder Gestelztheit“ geprägt. Der kommerzielle Erfolg und das Auftauchen in Bestsellerlisten sei nur mit Zusammenhängen erklärbar, die auch auf Fliegen und Fäkalienansammlungen zutreffen würden.

## Verfilmung
Der Film wurde 2012 produziert und feierte am 13. November 2012 auf Sat.1 Premiere.

## Ausgaben
- Iny Lorentz: Das Vermächtnis der Wanderhure. Roman. München 2006, 715 Seiten, ISBN 3-8289-8711-7